# Герсон, Александр Максимович
Александр Максимович Герсон (1851—1888) — русский писатель, журналист, переводчик и актёр; известен под псевдонимами Альмаге, Максимов, Песковский, Картуз, Москвичев, Аристарх Будильников и др.

## Биография
Александр Герсон родился в 1851 году. Публиковался в «Московском листке», «Петербургском листке», «Нижегородской почте», «Будильнике», «Осколках» и других журналах, где писал по большей части под различными псевдонимами: Альмаге, Максимов, Песковский, Картуз, Москвичев, Аристарх Будильников (в «Будильнике») и др. 
Согласно «РБСП», А. Герсон «обладал несомненным талантом»; его небольшие пьески, сценки, рассказы, полные жизни и остроумного юмора, и были хорошо известны современникам. Однако борьба за существование побуждала А. М. Герсона размениваться на мелочи, и при наличии большого дарования заставляла его ограничиваться очень небольшими рассказами, набросками и вообще газетной работой. 
Как на образчик произведений Герсона можно указать на его статьи и сценки, помещенные в 1888 году в газете «Московский листок»: «Что значит образование?», сценка (№ 253); «Налетели злые коршуны» (№ 257); «Меха выбирают» (№ 270); «На Черном море» (из путевых заметок, № 291); «Писатель завелся» (№ 304); «Экономия» (№ 309). Вообще в вышеупомянутых изданиях разбросано очень много его произведений под разными псевдонимами. 
Помимо этого, Герсон, хорошо знавший несколько языков, пробовал свои силы и в переводе иностранных авторов. Так, за несколько месяцев до его смерти была разрешена к постановке переведенная им пьеса испанского писателя Хосе Эчегарай-и-Эйсагирре «Галеотто, или Мелочи жизни». 
Александр Максимович Герсон был известен также и в театральной среде: он провел несколько лет на провинциальных подмостках, в частности в Харькове у Дюкова, занимая амплуа «простака». Как талантливый и интеллигентный актер, он давал определенные цельные образы и пользовался успехом у публики, а известный актер Сергей Шумский, в театральной поездке которого Герсон участвовал, предсказывал ему даже выдающуюся артистическую карьеру. Но он не долго пробыл на театральных подмостках. Низкий уровень развития провинциальных артистов того времени далеко не согласовался с тем, чего искал Герсон. Это, конечно, не мешало ему особенно сердечно относиться к своим товарищам и в особенности к «маленьким» актерам, которых, между прочим, он в шутку называл «униженные и оскорбленные». 
Оставив артистическую деятельность, он в последние годы жизни, занимаясь литературным трудом, сознавал мелочность своей работы и неоднократно жаловался своим товарищам по перу на невозможность написать что-либо «более крупное», могущее дать удовлетворение. Постоянная погоня за куском хлеба и низкая расценка вообще литературного труда зачастую лишала его необходимого отдыха, что не могло не отразиться и на его здоровье. Больной чахоткой и отосланный врачами на юг, Александр Максимович Герсон в ночь на 22 октября 1888 года скончался в Гурзуфе, в буквальном смысле слова с пером в руке. Тело его было перевезено в Москву 31 октября. В этот день памяти Герсону было посвящено несколько воспоминаний и стихотворений его друзей и товарищей.